# Verwantschap

Wyspiański, Moederschap, 1905
De relatie moeder-kind is een van de belangrijkste verwantschapsrelaties

Verwantschap is het systeem van door een samenleving erkende relaties tussen mensen. De verwantschap kan biologische (bloedverwantschap) en niet-biologische zijn en de erkenning kan informeel zijn, bijvoorbeeld door gebruik, of juridisch, door vastgelegde regels. Een voorbeeld van juridische niet-biologische verwantschap is verwantschap door huwelijk.
Niet elke genetische relatie wordt als zodanig beschouwd. Het is dan ook een cultureel bepaald verschijnsel. De beschrijving van verwantschapsstructuren, etnografie, behoort tot de antropologie. De culturele antropologie houdt zich bezig met al die manieren waarop familieverhoudingen zich hebben vertaald in cultureel bepaalde structuren. Per samenleving verschilt de opvatting wie als familie te beschouwen is of als behorend tot een gezin. Familieverhoudingen kennen bepaalde patronen en volgens die patronen wordt overerving vastgesteld en worden gezagsstructuren bepaald.
Naar Nederlands recht ontstaat bloedverwantschap (oud-germaans: maagschap) door geboorte, door afstamming van dezelfde voorouder. Hierbij wordt onderscheid gemaakt tussen de bloedverwanten van vaderszijde (latijn agnaten of oud-germaans zwaardmagen) en de bloedverwanten van moederszijde (latijn cognaten of oud-germaans spillemagen). Aanverwantschap is verwantschap dat op basis van rechtsregels ontstaat door huwelijk.
In de biologie is verwantschap de mate van afstamming en fylogenetische continuïteit tussen organismen. De evolutionaire afstamming van dezelfde voorouder werd veelal ingeschat op grond van overeenkomst in morfologische kenmerken, maar in steeds grotere mate op grond van genetische overeenkomst. Aangenomen wordt dat al het hedendaagse leven afstamt van dezelfde voorouder: LUCA. Ook de niet-levende virussen worden als aan de levende organismen verwant beschouwd op grond van de samenstelling van hun erfelijke materiaal.

## Algemeen
Elk individu is verwant aan talloze andere individuen, maar lang niet al deze relaties worden ook sociaal of cultureel erkend. Verwantschap is, sociologisch gesproken, een taal waarin de structuur van de samenleving beschreven wordt.

### Grondslagen
Bijna iedere samenleving heeft zijn eigen verwantschapssysteem en binnen de antropologie zijn vele verschillende verwantschapssystemen bestudeerd en beschreven. Daarbij zijn er drie belangrijke uitgangspunten of grondslagen:
- alleen vrouwen kunnen kinderen krijgen, wat maakt dat de relatie moeder-kind binnen het Nederlandse verwantschapssysteem als gegeven geldt. In veel samenlevingen speelt de familie via bloedverwantschap in belangrijke rol, in andere het gezin, in sommige samenlevingen is de rol van de man in families en gezinnen groot, in andere samenlevingen de rol van de vader minimaal;
- het incestverbod is vrijwel universeel. Er zijn verschillende theorieën over het incestverbod die elkaar deels tegenspreken. Ook geldt het niet overal voor dezelfde relaties. Desondanks is het een vrijwel universeel taboe, met als uitzondering het oude Egypte, Hawaï en de Inca's waar de vorst dusdanig uniek was dat slechts zijn zus in aanmerking kwam als vrouw;
- in onder meer het Nederlands recht kan een man door huwelijk zeker stellen dat kinderen geboren uit de vrouw waarmee hij gehuwd is tot zijn kinderen worden, ook als het kind feitelijk door een andere man is opgewekt. Waar het voor de vrouw duidelijk is wie haar kinderen zijn, kan de man hier slechts tot op zekere hoogte zeker van zijn. Het principe wordt wel aangeduid met: vrouw baart geen bastaard. Bij totstandkoming van het huidige Nederlands erfrecht is over de positie van het natuurlijk kind uitgebreid in het parlement gediscussieerd.[1]

### Groepsvorming
Hoe het verwantschapssysteem vervolgens invulling krijgt, hangt af van vele factoren. Aangezien het in eerste instantie een overlevingswapen is, is de uiteindelijke vorm afhankelijk van onder meer de arbeidsverdeling tussen mannen en vrouwen die weer afhankelijk is van de beschikbare technologie, de productiewijze, de ecologische omstandigheden, de demografie en de bevolkingsdichtheid.
Belangrijk hierbij is de plaats waar een echtpaar zich vestigt na het huwelijk, de huwelijksvestiging. Hierbij kan de man zich bij de vrouw vestigen, zoals bij matrilokaliteit en uxorilokaliteit, maar dat kan ook andersom, zoals bij patrilokaliteit, virilokaliteit en avunculokaliteit. Bij ambilokaliteit laat men de vestigingsplaats afhangen van de omstandigheden, terwijl men zich bij neolokaliteit niet bij verwanten vestigt. Dit kan plaatsvinden zonder bewust lid te worden van de groep waar men zich vestigt. Bij een geringe bevolkingsdichtheid waarbij de afstand tussen de groepen groot is, speelt verwantschap een ondergeschikte rol. Ook het ontbreken van specifieke functies door een geringe arbeidsverdeling zoals bij jager-verzamelaars speelt hierbij een rol.
Zodra men echter wel bewust lid wordt van een groep en daarbij rechten en functies krijgt, dan wordt gesproken van unilineaire of bilaterale afstamming:
- unilineaire afstamming: hierbij is óf de familie van vaderszijde óf die van moederszijde bepalend. Hier wordt dus onderverdeeld in:
  - patrilineaire afstamming;
  - matrilineaire afstamming;
- bilaterale afstamming: familie van beide ouders wordt tot de eigen familie gerekend, omgekeerd maken afstammelingen van ego deel uit van zowel vaders als moeders familie.

#### Unilineaire afstamming
Unilineaire afstamming komt vooral voor bij tribale samenlevingen die nog geen centraal gezag kennen. Bij lineage is nog precies bekend aan wie iedereen verwant is. Groepen kunnen echter dusdanig groot groeien dat deze opgesplitst moeten worden, zodat de exacte invulling van de onderlinge verwantschap niet meer bekend is. In dit geval wordt gesproken van clans. Hierbij is er een bewustzijn van verwantschap, ook al is de exacte verwantschapsband onbekend.
Unilineaire groepen zijn over het algemeen exogaam, zodat partners buiten de eigen groep moeten worden gevonden. De voorkeur voor een patri- dan wel matrilineaire nadruk daarbij is geen statische, maar kan veranderen afhankelijk van de omstandigheden. Zo is bij de jacht de verhouding tussen vader en zoon belangrijk, zodat virilokaliteit de voorkeur kan krijgen. Bij eenvoudige landbouw als zwerflandbouw kan de rol van de vrouw belangrijker zijn zodat een verschuiving optreedt naar uxorilokaliteit. Bij permanente landbouw en irrigatielandbouw wordt het erfrecht belangrijker zodat virilokaliteit belangrijker wordt.
Hieruit kunnen patri- dan wel matrilineaire afstammingsgroepen ontstaan. Deze afstammingsgroepen zijn niet volledig tegengesteld aan elkaar, aangezien in beide de man het openbare leven domineert. Waar in een patrilineaire groep de rechten en functies worden overgedragen van vader op zoon, geldt in een matrilineaire groep niet dat dit wordt overgedragen van moeder op dochter, maar van mannen naar de kinderen van zijn zuster. Matrilineariteit impliceert dus geen matriarchale samenleving. Als een vader zijn eigen zoon ook wil laten profiteren van bepaalde rechten, ook wel complementaire filiatie genoemd, kan dit moeilijkheden opleveren met de zoons van zijn zuster. Een matrilineaire samenleving kan dan ook voor meer complicaties zorgen dan een patrilineaire.

#### Bilaterale afstamming
Bij bilaterale afstamming of cognatische afstamming worden de mannelijke en vrouwelijke lijn als gelijkwaardig beschouwd. Dit heeft tot gevolg dat het lidmaatschap van een specifieke groep bij bilaterale afstamming van minder belang is, men maakt deel uit van meerdere, elkaar overlappende verwantschapscategorieën. Deze categorieën kunnen gebaseerd zijn op personal kindred en descending kindred.
De personal ego-oriented kindred stelt een specifiek individu, ego, centraal. Alleen volle siblings, kinderen van hetzelfde ouderpaar, behoren tot dezelfde kindred als ego. Waar bij unilineaire afstamming de afstammingsgroep blijft bestaan als leden sterven, verdwijnt de personal kindred op dat moment. Er is dan ook geen sprake van een verwantschapsgroep met bijbehorende rechten en plichten, maar van een netwerk. Een kindred kan in dit geval dan ook geen bezit omvatten. In westerse samenlevingen domineert de personal kindred.
De descending kindred of cognatic descent group gaat uit van voorouders of voorouderparen en hun afstammelingen. Dit betekent dat men deel uitmaakt van meerdere bilaterale afstammingsgroepen. Doordat de kindreds ook na de dood van de leden blijven bestaan, kan deze wel bezit omvatten. Met het toenemen van de generaties zal het aantal belangen toenemen, maar het individuele belang in het bezit van een specifieke kindred zal sterk afnemen. Om deze reden is er vaak sprake van een restricted descent group waarbij de rechten verloren gaan zodra men blijvend verhuist. Vaak is de huwelijksvestiging in deze samenlevingen ambilokaal waarbij de vestigingsplaats afhankelijk is van de beschikbare middelen. Ambilineaire groepen kunnen dan ook vaak beter reageren op veranderende omstandigheden dan unilineaire groepen. In de praktijk bestaat er echter ook binnen bilaterale groepen een voorkeur voor patri- dan wel matrilineaire afstamming. Andersom is er ook in patri- en matrilineaire groepen sprake van overdracht van voorrechten aan kinderen die daar formeel geen recht op hebben, ook wel complementaire filiatie genoemd. In tijden van crisis kan men hier sterker de nadruk op leggen. Daarmee verschillen unilineaire groepen en descending kindred minder van elkaar dan van de personal kindred.

## Verwantschapsterminologie

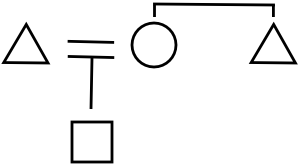
Eenvoudig schema van een verwantschapsrelatie. Het blokje is ego. Een man wordt weergegeven door een driehoek, een vrouw door een rondje. Het =-teken stelt huwelijk voor en een doorgetrokken streep verwantschap in de eerste lijn (broer en zus).

Verwantschapssysteem van de Iroquis.

In de klassieke antropologie (ook etnografie) krijgen alle naaste verwanten van een bepaalde persoon, in de antropologie meestal aangeduid met de term ego, een eigen afkorting. Vader is in het Nederlands Va, moeder is Mo. Vaders broer (oom van vaderszijde) is VaBr, tante van moederszijde is MoZu. De dochter van ego's zuster is ZuDo, en de zoon van vaders zuster (een volle neef) is VaZuZo.
Bij patrilineaire afstamming geldt puur de afstamming via de vader en diens familie. Ook broers van de vader (VaBr) gelden als familie, evenals zijn kinderen. Vaders zusters (VaZu) worden wel tot de familie gerekend, maar haar kinderen niet.
Bij matrilineaire afstamming geldt het omgekeerde: de kinderen behoren tot de familie van hun moeder. Dit wil echter niet zeggen dat alleen de vrouwen de baas zijn, of dat het hoofd van de familie een stammoeder zou zijn. Vaak is de MoBr het hoofd van de familie, hoewel de vrouwen wel een veel centralere rol vervullen. Er zijn verscheidene mythen waarin wel een stammoeder wordt erkend, zoals de maangodin Selene of in de Egyptische mythologie. Zover gaat men in de antropologie doorgaans niet.
Westerse samenlevingen zijn bilateraal en erkennen dus afstamming van beide kanten. Wereldwijd gezien is deze vorm echter een minderheid, ongeveer 30%. Unilineaire samenlevingen zoals die in India, China en Afrika maken 70% van de culturen uit. Daarvan is ongeveer 60% patrilineair, 30% matrilineair.

### Belang van deze begripsaanduiding
In alle culturen is het van belang om te weten in welke verhouding men staat tot de familie. Het bepaalt getrouwd mag wordenn, aan wie de bruidsschat verschuldigd is, met wie men economisch en juridisch verbonden is en aan wie het gezag behoort. Trouwen met naaste familie wordt praktisch overal beschouwd als incest, dat verboden is, en trouwen met een volle neef of nicht is ook problematisch. Maar daar begint het pas, want wat als de neef van moederszijde wél familie is, maar die van vaderszijde niet? Daar zijn de wetten per cultuur en per volk verschillend.
In een clan met matrilineaire afstamming geldt MoVa als hoofd van de familie en zijn rechten gaan via MoMo over op MoBr. De biologische vader doet er weinig toe.
In westerse samenlevingen zijn al die onderscheidingen verwaterd. Met een neef of nicht van beide kanten mag slechts bij hoge uitzondering worden getrouwd. In bilaterale samenlevingen geldt dus alleen nog de graad van verwantschap van beide kanten.

### Nieuwere inzichten in de wetenschap
Deze schematische beschrijvingen waren vooral afkomstig uit de functionele wetenschapstheorie en gaven een vrij statisch beeld. Latere theorieën probeerden dit beeld dynamischer te maken, te beginnen met Claude Lévi-Strauss.

### Segmentaire lineage
Eenmaal ontstane verwantschapsgroepen kunnen zich verenigen in grotere groepen. Grote bundelingen van zulke groepen worden clans genoemd, die zich vervolgens tot stammen verenigen. Stammen hoeven niet in dezelfde regio te leven om elkaar toch te herkennen als afkomstig van eenzelfde voorvader. Vaak is de gemeenschappelijke voorvader zelfs zover verwijderd dat ze niet meer te herleiden zijn tot een persoon; de gemeenschappelijke voorouder wordt dan een totem.
Van boven naar beneden gerekend, verdelen vele clans zichzelf in steeds kleinere groepen, totdat het niveau van de extended family wordt bereikt. Dit is segmentaire lineage.:70
Deze organisatievorm komt voor bij de West-Afrikaanse Akan (matrilineair) en de uit Nigeria afkomstige Igbo (patrilineair) en is voortgezet bij de Surinaamse Marrons. Zo hebben de ooms en tantes van moederszijde zeggenschap in het gezin, zijn de oudooms en oudtantes weer supervisor van de onderliggende generaties en is de kapitein (kabiten), het dorpshoofd, tevens verantwoordelijk voor de familie (de lo). Op zijn beurt is de kapitein verantwoording schuldig aan de granman, die hoofd is van de gemeenschap (de nasi).:34

## Europa
In het West-Europese systeem wordt slechts een beperkt deel van het totaal aan verwanten tot de kin van een bepaalde persoon beschouwd. In onderstaand schema is een familie weergegeven met daarin de benamingen zoals die tegenwoordig binnen de Nederlandse samenleving gebruikelijk zijn. Uitgangspunt is een ongehuwde persoon (ego), zonder kinderen.

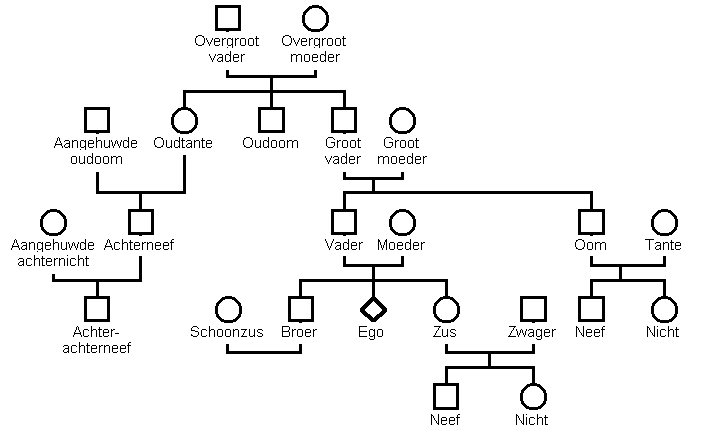
Kinship diagram voor een ongehuwde persoon

In het verleden kende men ook in Europa verschillende vormen van kinship. Zo is het voor het middeleeuwse Holland bekend dat verwanten tot de vierde graad als familie werden beschouwd. Al deze mensen waren betrokken bij gelegenheden als huwelijk en overlijden, maar ook bij vete bijvoorbeeld na een belediging of de dood van een persoon. De verwantengroep rondom de gekwetste of gedode persoon had in dat laatste geval recht op vetevoering en genoegdoening. Deze groep werd aangeduid als maagschap. (Het middeleeuwse woord voor verwant is maag, of afhankelijk van het plaatselijke dialect ook wel geschreven/uitgesproken als mage, maege, maghe.)
Een maagschap is volgens de huidige stand van onderzoek vooroudergeoriënteerd. Niet op één voorouder, maar op alle voorouderparen. De verwantschap tot iemand anders in de maagschap werd gerekend in delen verwantschap met een gemeenschappelijke voorouder. Zo heeft men bijvoorbeeld met een achterneef 1 van 4 voorouderparen gemeen en dus voor 1 vierendeel verwant. Met een achterachterneef heeft iemand 1 van 8 voorouderparen gemeen en is men dus een achtste deel verwant. Bij de verdeling van de genoegdoening na vete werd met deze delen verwantschap rekening gehouden.
Verder dan de vierde graad werd aan het einde van de Middeleeuwen niet gerekend omdat op het Concilie van Lateranen IV in 1215 bepaald was dat men verwant is tot en met de vierde graad en hoe dit geteld moest worden. De kerk had dit bepaald om aan te geven buiten welke groep men mag trouwen om zo incest te voorkomen. Tot dat moment gold de zevende graad als uiterste grens van verwantschap. Uiteraard leverde dit binnen de relatief kleine groep van de adel, maar ook voor een gewone boer nogal wat problemen op. In de praktijk hield men zich er waarschijnlijk niet aan, al is het alleen maar omdat 7 graden wel heel moeilijk zijn te onthouden. (Ook voor een middeleeuwer die getraind was om dit soort dingen te onthouden.)
Waarschijnlijk is de grens van zeven ontstaan door een misverstand. In de vroege Middeleeuwen is bij het overzetten van de Romeinse manier van tellen naar wat nu bekendstaat als de canonieke telling is het woord zeven overgenomen, maar met een andere telling. De Romeinse manier van tellen is stapgeoriënteerd, dat wil zeggen dat iedere stap die je moet nemen om bij iemand te komen in de afstammingboom is er 1. (Een broer of zus zijn dus 2de-graadsverwant) De kerkelijke telling daarentegen was tot 1983 generatie georiënteerd. Dat wil zeggen dat voor mensen die in dezelfde generatie staan tot een voorouder eenmaal alle stappen tot de voorouder worden gerekend en daarna een stap extra voor elke generatie extra. (Een broer en zus waren dus eerstegraadsverwant, maar zijn of haar kind tweedegraads).